# Thrust
Thrust — компьютерная игра, изначально разработанная для домашних компьютеров BBC Micro и Acorn Electron. В игре используется двухмерная графика и платформенная механика. Игрок управляет космическим кораблём, который летит над землёй и по коридорам. Игра очень похожа на Gravitar.

## Игровой процесс
Игрок управляет космическим кораблём, который должен подобрать капсулу, используя притягивающий луч, и доставить её в космос. Движение корабля и капсулы рассчитывается с учётом воздействия гравитации и инерции. Соударение со стеной пещеры приводит к смерти.
На каждой планете есть турели, которые стреляют в корабль пулями (они могут быть уничтожены одним выстрелом), и реактор, который даёт энергию для систем защиты. Несколько выстрелов по реактору приводят к временному отключению турелей. Долго стреляя по реактору, можно привести его в критическое состояние, после чего он взорвётся через 10 секунд вместе с планетой. Игрок за это время должен увести корабль в космос, вместе с капсулой или без неё (за первое дают больше очков).
Для совершения манёвров кораблю нужно топливо, которое можно собирать притягивающим лучом. Когда топливо кончается, игра также заканчивается. Также у корабля имеется щит, который использует для активации топливо. Когда включен щит, корабль не может стрелять.

## Портированные версии

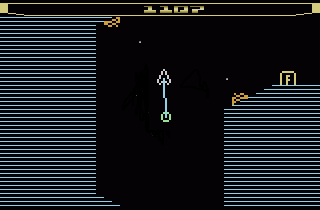
Любительская игра Thrust (2000 год)

Thrust была портирована на большое число других домашних компьютеров, включая Commodore 64, Amstrad CPC, ZX Spectrum, Atari и Commodore 16, а также на игровые приставки Vectrex и Atari 2600. Версия для Atari 2600 была выпущена в 2000 году XYPE и использовала джойстик Atari CX-40. Повторно эта версия игры была выпущена в 2002 году под названием Thrust+ DC Edition и в 2003 как Thrust+ Platinum.
Thrust оказала влияние на игру XPilot.